# 特洛·奥卡罗兰
特洛·卡罗兰也叫特洛·奥卡罗兰（愛爾蘭語發音：[ˈt̪ˠɾˠeːl̪ˠəx oː ˈcaruːl̪ˠaːnʲ]，1670年—1738年3月5日）是一位盲人爱尔兰竖琴家、作曲家和歌唱家，他在创作旋律上的天赋为其赢得了很高的名声。他是最后一位爱尔兰竖琴作曲家，亦被许多人认为是爱尔兰的民族作曲家。

## 生平
奥卡罗兰1670年生于米斯郡诺伯，1684年随家人迁往罗斯康芒郡巴利法农。他早年从师于麦克德莫特罗夫人，并表现出诗歌天赋。8岁时卡罗兰由于天花失去双眼，麦克德莫特罗夫人将他训练为一个出色的竖琴手。12岁时开始游历爱尔兰，并为赞助者创作歌曲。接下来将近五十年，卡罗兰游遍了爱尔兰，创作了大量曲子1720年卡罗兰与玛丽·马圭尔结婚，他们有7个孩子。

## 音乐风格
卡罗兰既创作歌曲也创作乐曲。除了一首歌的歌词是英语，其他全是爱尔兰语。多数歌曲是献给特定的人。许多歌曲并为完整的流传下来，流传下来的歌词也只部分的出版了。卡罗兰的风格融合了欧洲古典音乐和爱尔兰的传统。他一般先作出曲调才填词。

### 代表作
- "Carolan's Concerto"
- "Carolan's Draught"
- "Carolan's Receipt (Dr. John Stafford)"
- "Carolan's Welcome"
- "Carolan's Ramble to Cashel"
- "Dr. John Hart, Bishop of Achonry"
- "Eleanor Plunkett"
- "Fanny Power"
- "George Brabazon"
- "Hewlett"
- "John O'Connor"
- "Mrs Mc Dermott" (alternatively known as "Princess Royal")
- "Lord Inchiquin"
- "Planxty Irwin"
- "Sí Bheag, Sí Mhór"